# Timopoietina

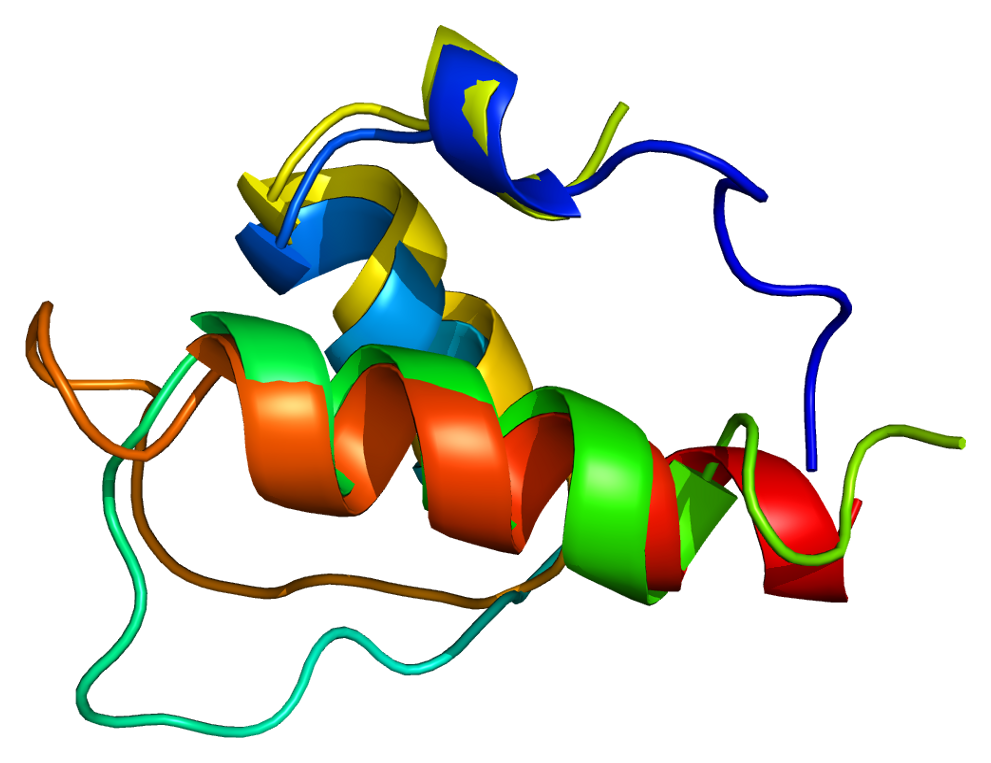
Timopoietina (imaxe baseada en PDB 1GJJ).

As timopoietinas, timopoetinas ou isoformas beta/gamma do polipéptido 2 associado às laminas  são proteínas codificadas pelo gene TMPO nos humanos.
A timopoietina foi isolada inicialmente do timo bovino e ter-se-lhe-á dado primeiro o nome de timina, que foi alterado para timopoietina, para evitar confundi-la com a base nitrogenada timina.
À timopoietina é atribuída uma acção hormonal, que induz a diferenciação dos timócitos a partir das suas células precursoras.
O gene da timopoietina (TMPO) codifica três ARNm, resultado dum splicing alternativo, que dá origem a três proteínas, de 75 kDa (alfa), 51 kDa (beta) e 39 kDa (gamma), que são expressadas em todas as células. O gene TMPO humano encontra-se na banda 12q22 do cromossoma 22 e é constituída por oito exões. O TMPO alfa está presente e difusamente expressado no núcleo celular, e os TMPO beta e gamma estão localizados na membrana nuclear. O TMPO beta é um homólogo humano da proteína murina LAP2 (polipéptido 2 associada à lamina). O LAP2 desempenha um papel na regulação da arquitectura nuclear ao unir a proteína lamina B1 com os cromossomas e ao intervir na formação da lâmina nuclear. Esta interacção é regulada por fosforilação durante a mitose. Dada a localização nuclear das três isoformas de TMPO, é improvável que estas proteínas desempenhem um papel na indução do CD90 no timo, como se havia sugerido.

## Interacções
A timopoietina interage com o factor barreira de auto-integração 1, AKAP8L, LMNB1 e com LMNA.